# Liste der Röhrencomputer
Röhrencomputer wurden in der Zeit der 1940er bis Anfang der 1960er Jahre gebaut und haben heute ausschließlich museale Bedeutung.

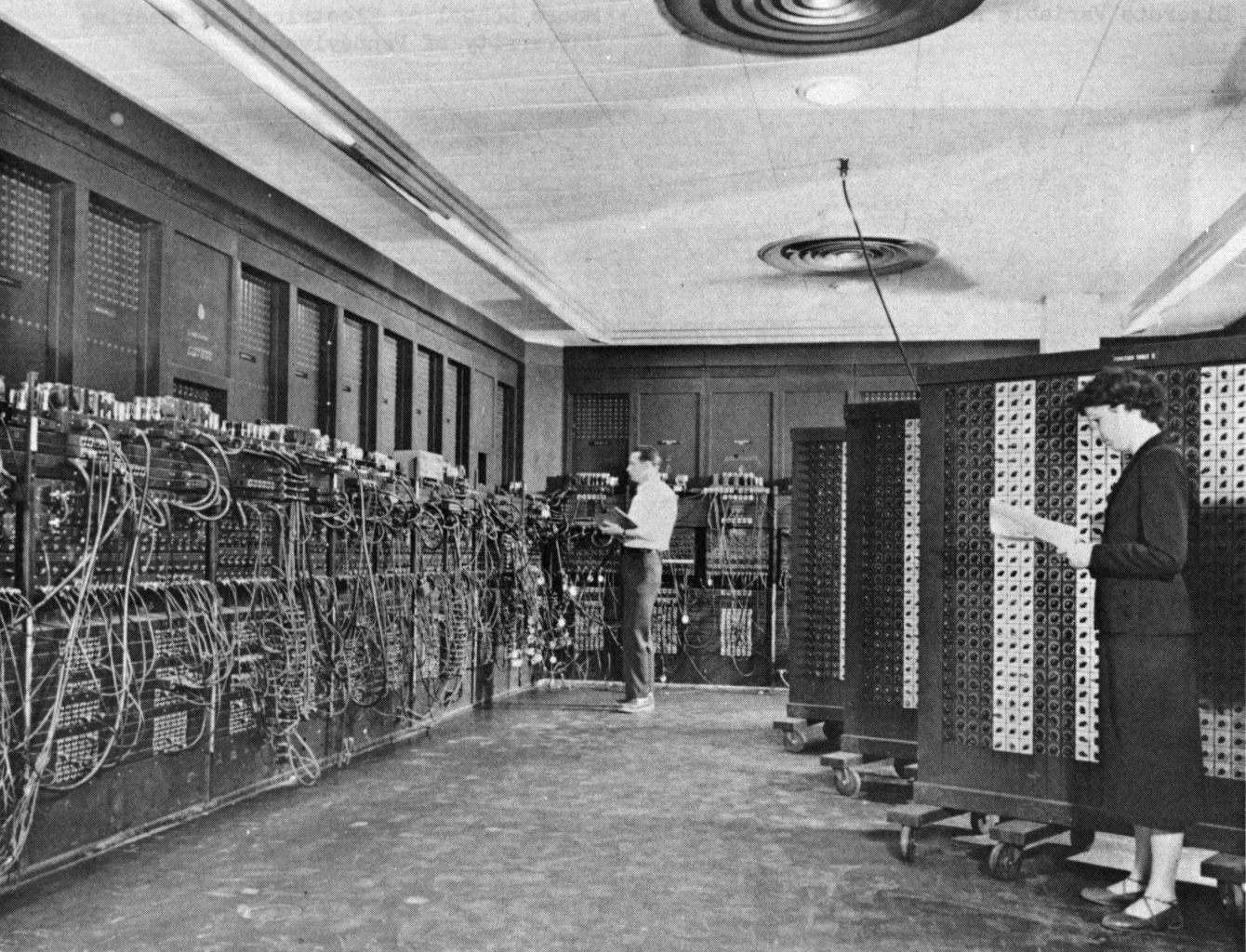
ENIAC, erster Universalrechner, US-Militär, (im Vordergrund Betty Snyder Holberton)

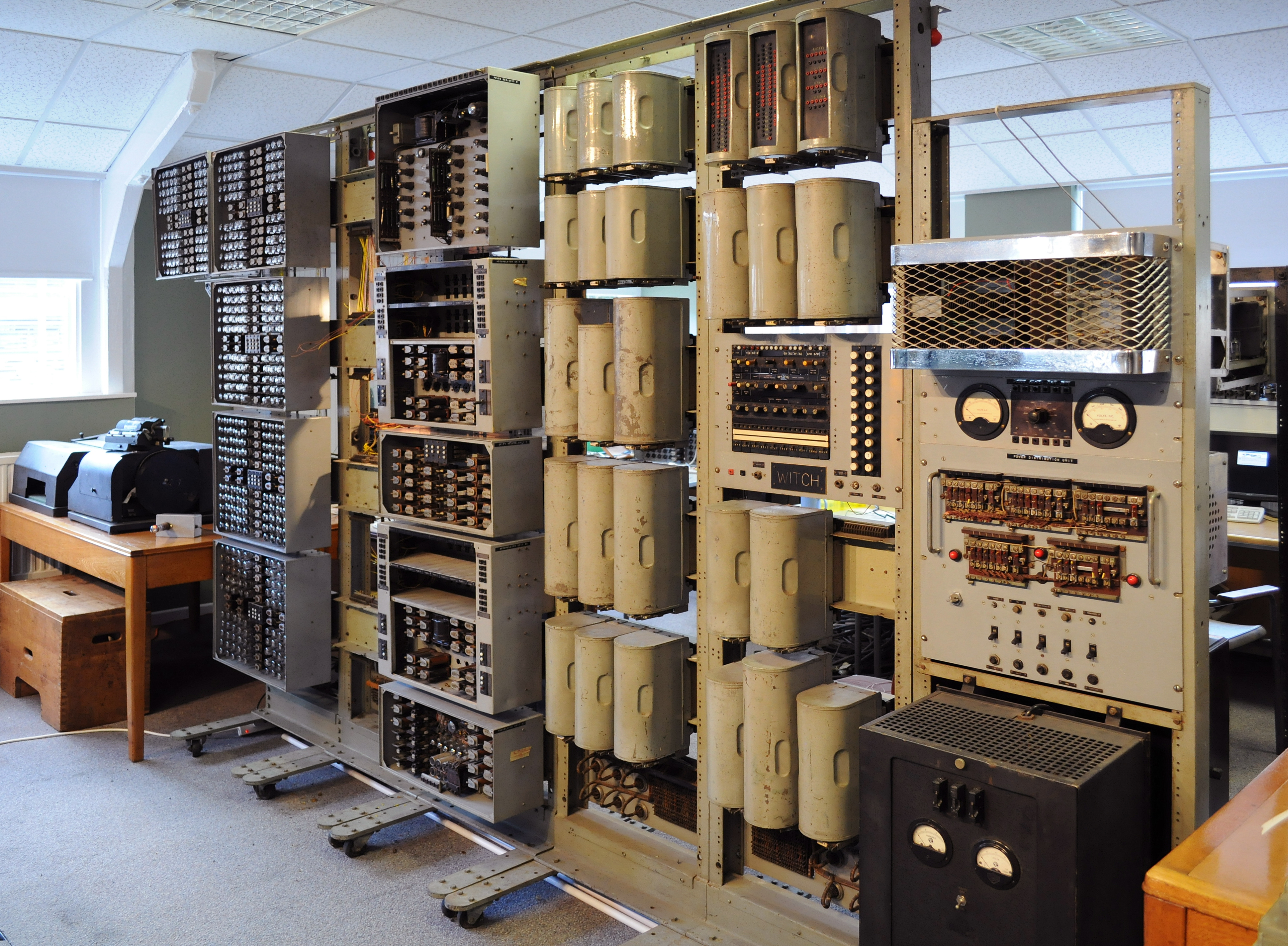
Der Harwell Computer während seiner Restaurierung im British National Museum of Computing

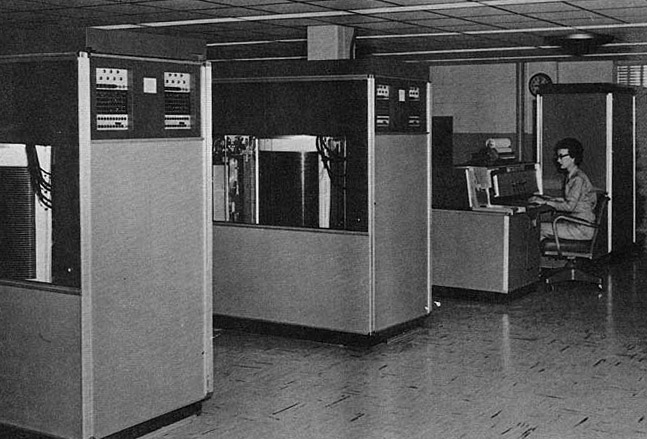
IBM 305 RAMAC, mit der ersten Festplatte der Welt (5 MByte) 1956

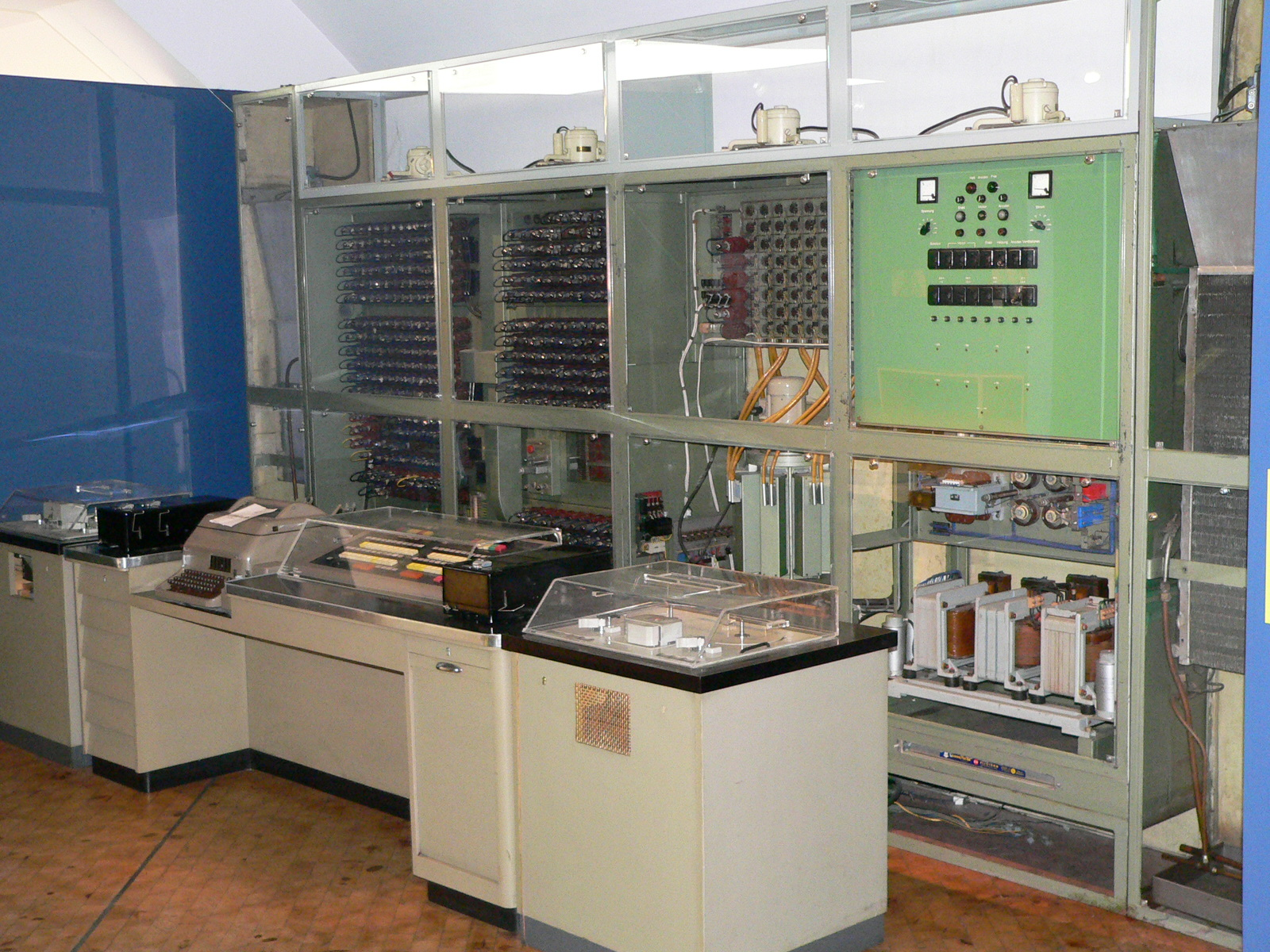
Zuse Z22, Deutschland

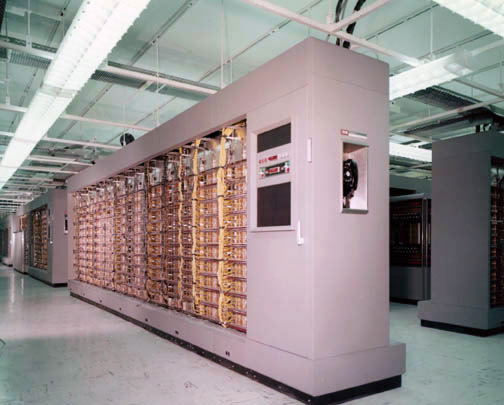
AN/FSQ-7 – größter jemals gebauter Röhrencomputer, 55.000 Röhren, 275 Tonnen

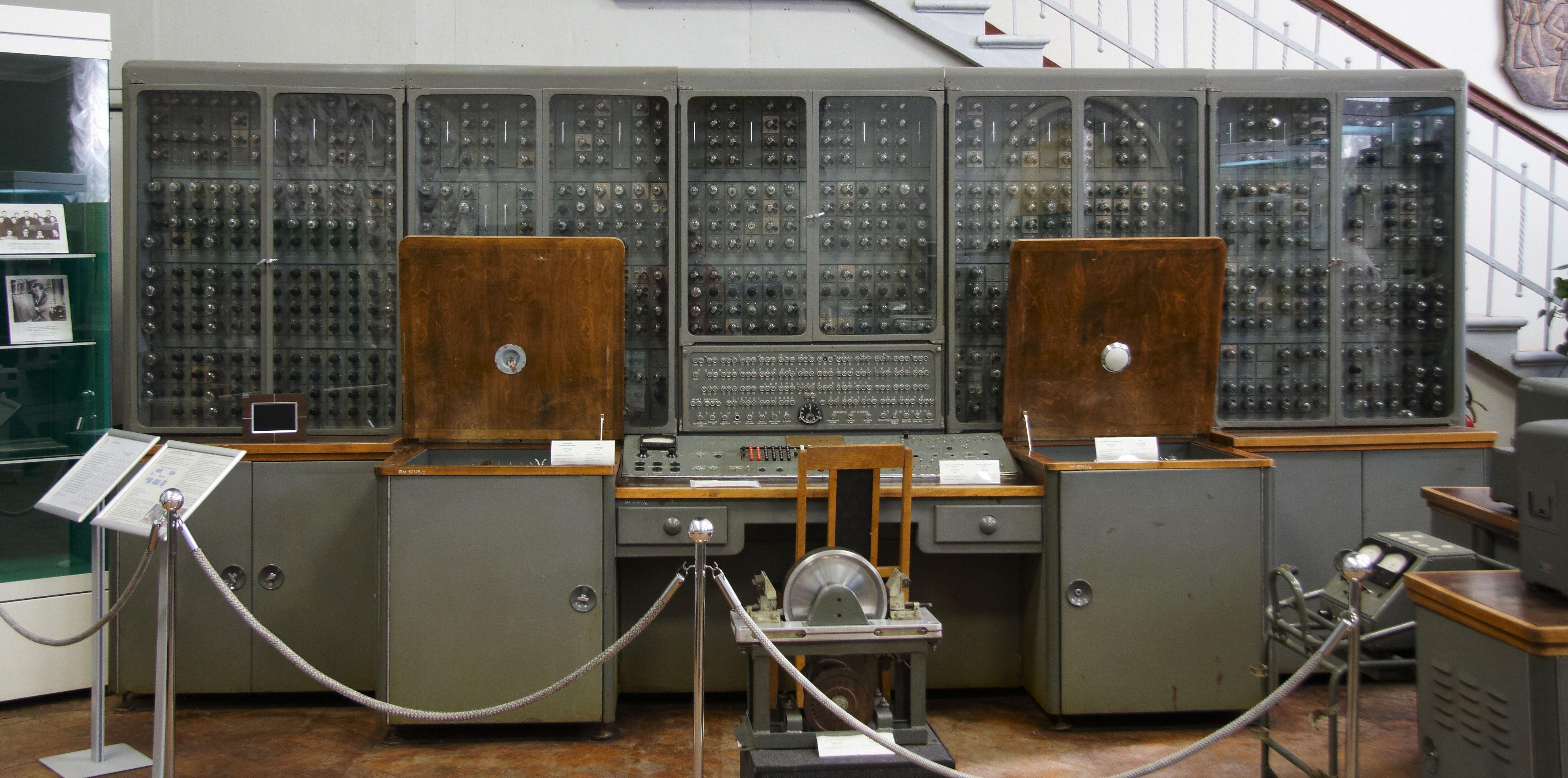
Sowjetischer Ural-1

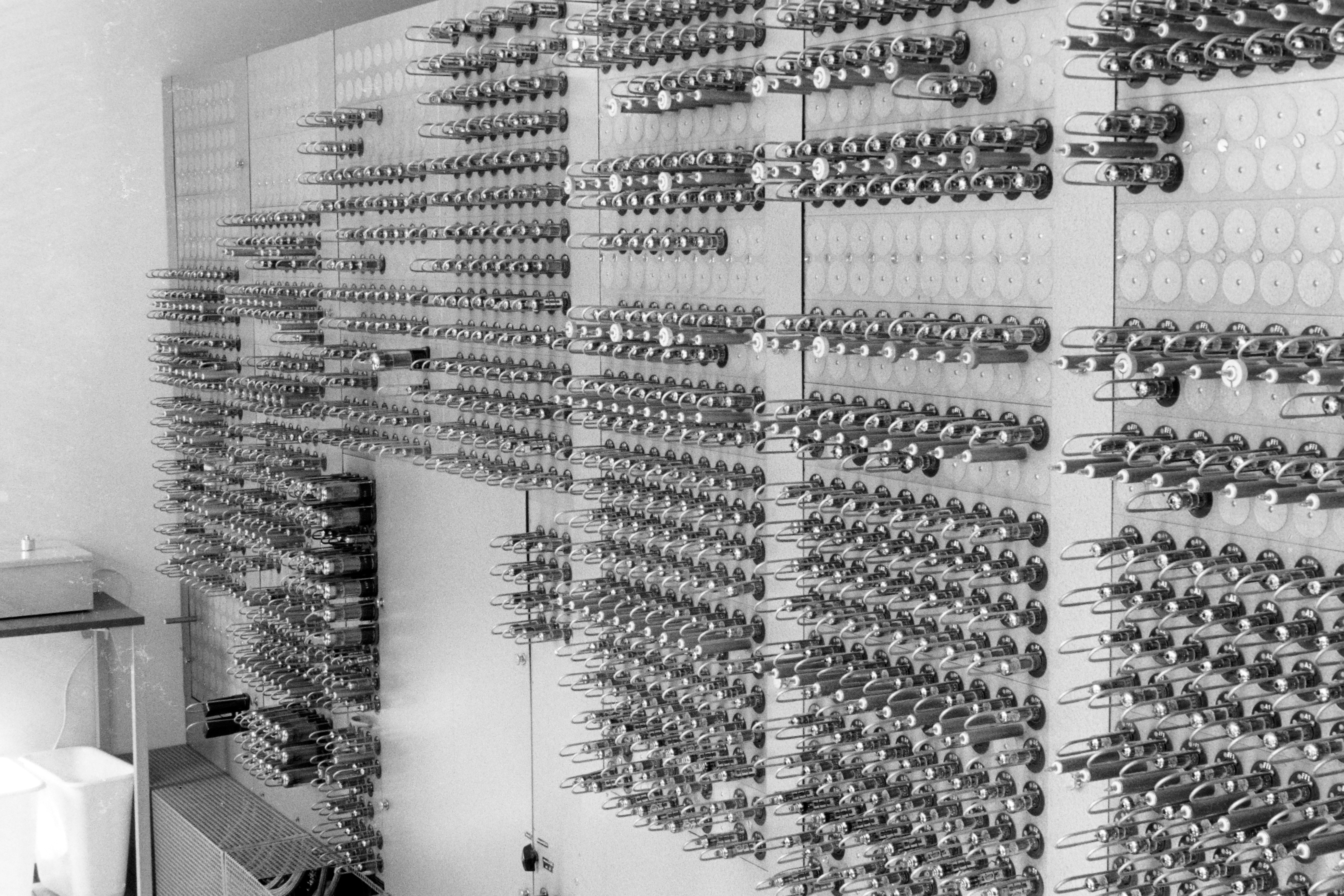
Nahansicht der G3, in Betrieb im MPI für Physik, München 1966

## Liste
- Atanasoff-Berry-Computer (1942)
- Colossus (1943) – Spezialanwendung: Kryptanalyse
- ENIAC (1946)
- IBM SSEC (1948)
- IBM 604 (1948)
- Manchester Small-Scale Experimental Machine (1948)
- IBM CPC (1949)
- Manchester Mark I (1949)
- CSIRAC (1949), heute im Melbourne Museum, in Carlton (Victoria).
- EDSAC (1949)
- BINAC (1949)
- UNIVAC 1101 (1950)
- SEAC (1950)
- SWAC (1950)
- Magnetic Drum Digital Differential Analyzer (1950)
- Harvard Mark III (1950)
- Pilot ACE (1950)
- D1 (1950) DDR Computer
- DERA (1951) Darmstadt
- EDVAC (1951)
- WITCH Harwell Dekatron Computer (1951)
- Whirlwind (1951)
- UNIVAC I (1951)
- ORDVAC (1951)
- LEO (1951)
- Remington Rand 409 (1952)
- G1 (1952)
- Harvard Mark IV (1952)
- IAS-Computer (1952)
- ILLIAC I (1952)
- MANIAC I (1952)
- IBM 701 (1952)
- BESM-1, BESM-2 (1952)
- JOHNNIAC (1953)
- IBM 702 (1953)
- UNIVAC 1103 (1953)
- RAYDAC (1953)
- Strela computer (1953)
- Datatron, auch bekannt als CEC 30-201, ElectroData 203, Burroughs 205, kurz B205 (1954)
- IBM 650 (1954)
- IBM 704 (1954)
- IBM 705 (1954)
- BESK (1954)
- IBM NORC (1954)
- UNIVAC 1102 (1954)
- DYSEAC (1954)
- CALDIC (1955)
- G2 (1955)
- IBM 305 RAMAC (1956)
- ERMETH Elektronische Rechenmaschine der ETH Zürich (1956)
- Bendix G-15 (1956)
- LGP-30 (1956)
- UNIVAC 1103A (1956)
- FUJIC (1956)
- Ferranti Pegasus (1956)
- SILLIAC (1956)
- RCA (1956)
- Ferranti Mercury (1957)
- Zuse Z22 (1957)
- D2 (1957) DDR-Computer
- DASK (1957)
- UNIVAC 1104 (1957)
- IBM 610 (1957)
- MANIAC II (1957)
- MISTIC (1957)
- MUSASINO-1 (1957)
- IBM 709 (1958)
- UNIVAC II (1958)
- UNIVAC 1105 (1958)
- AN/FSQ-7 (1958) – größter je gebauter Röhrencomputer, Teil des nordamerikanischen Luftverteidigungssystem SAGE
- Ural (1959–1964) sowjetische Produktion
- TIFRAC (1960)
- CER-10 (1960)
- Sumlock ANITA (1961)
- G3 (1961)
- UMC (1962)